# Flämische Parlamentswahl 2014
- Groen: 10
- sp.a: 18
- UF: 1
- VLD: 19
- CD&V: 27
- N-VA: 43
- VB: 6

Die Flämische Parlamentswahl 2014 fand am 25. Mai 2014 gleichzeitig mit der nationalen Parlamentswahl und der Europawahl statt.
Das Flämische Parlament ist zugleich das Parlament der Flämischen Gemeinschaft und der Region Flandern. Von den 124 Abgeordneten werden 118 in der Region Flandern und sechs in der Region Brüssel-Hauptstadt gewählt.

## Wahlsystem
Die fünf Provinzen bilden die Wahlkreise innerhalb der Region Flandern:
- Provinz Westflandern 22 Sitze
- Provinz Ostflandern 27 Sitze
- Provinz Antwerpen 33 Sitze
- Provinz Limburg 16 Sitze
- Provinz Flämisch-Brabant 20 Sitze

Die sechs Brüsseler Abgeordneten werden in Brüssel von denjenigen Wählern gewählt, die bei der Wahl des Parlaments der Region Brüssel-Hauptstadt für eine niederländischsprachige Liste oder blanko gestimmt haben.
Jeder Wähler kann eine Liste wählen, indem er entweder die Liste als ganze wählt oder innerhalb einer Liste beliebig vielen Bewerbern jeweils eine Präferenzstimme gibt. Die Sitze werden innerhalb der Wahlkreise nach dem D’Hondt-Verfahren proportional auf die Listen verteilt, auf die mindestens 5 % der gültigen Stimmen im Wahlkreis entfallen.

## Ausgangslage
Bei der Wahl des Flämischen Parlaments 2009 wurden die Christdemokraten (CD&V) erneut stärkste Partei. Kris Peeters (CD&V) blieb Ministerpräsident und führte während der gesamten Wahlperiode eine Koalition aus CD&V, Sozialisten (sp.a) und der nationalistisch-konservativen N-VA.

## Parteien und Kandidaten
Die teilnehmenden Parteien entsprachen im Wesentlichen denen bei der gleichzeitigen Wahl des belgischen Parlaments. Eine Besonderheit war die UF als Liste der frankophonen Bevölkerung im Brüsseler Umland, die nur in Flämisch-Brabant antrat. Die Partei LDD, die bei der vorigen Wahl acht Sitze errang, kandidierte wegen schlechter Umfragewerte nicht mehr.

## Ergebnisse

Mehrheiten nach Gemeinden

|                 | Westflandern | Westflandern | Ostflandern | Ostflandern | Antwerpen | Antwerpen | Limburg | Limburg | Flämisch- Brabant | Flämisch- Brabant | Flandern insgesamt | Flandern insgesamt | Brüssel | Brüssel | Insgesamt | Insgesamt |
| 2009            | 2014         | 2009         | 2014        | 2009        | 2014      | 2009      | 2014    | 2009    | 2014              | 2009              | 2014               | 2009               | 2014    | 2009    | 2014      |           |
| --------------- | ------------ | ------------ | ----------- | ----------- | --------- | --------- | ------- | ------- | ----------------- | ----------------- | ------------------ | ------------------ | ------- | ------- | --------- | --------- |
| Wahlbeteiligung | 92,1         | 91,5         | 92,2        | 92,0        | 91,0      | 90,4      | 93,7    | 92,9    | 91,2              | 90,8              | 91,9               | 91,4               |         |         |           |           |
| ungültig (%)    | 6,0          | 5,5          | 5,3         | 4,8         | 4,7       | 4,2       | 6,2     | 6,0     | 5,9               | 4,9               | 5,5                | 4,9                | 6,3     | 6,6     | 5,5       | 5,0       |
|                 |              |              |             |             |           |           |         |         |                   |                   |                    |                    |         |         |           |           |
| N-VA            | 10,8         | 29,8         | 11,3        | 30,7        | 16,4      | 36,5      | 12,0    | 32,1    | 14,1              | 29,4              | 13,2               | 32,1               | 5,7     | 18,3    | 13,1      | 31,9      |
| CD&V            | 28,3         | 25,3         | 20,9        | 18,3        | 21,7      | 20,0      | 26,6    | 23,2    | 18,8              | 17,1              | 23,0               | 20,6               | 15,2    | 12,1    | 22,9      | 20,5      |
| Open Vld        | 12,9         | 13,1         | 18,8        | 17,3        | 12,3      | 9,6       | 15,1    | 12,1    | 15,7              | 19,2              | 14,9               | 14,0               | 23,2    | 24,0    | 15,0      | 14,1      |
| sp.a            | 14,1         | 16,3         | 14,9        | 14,2        | 15,0      | 11,4      | 18,7    | 17,3    | 14,9              | 12,3              | 15,2               | 13,9               | 17,0    | 18,4    | 15,3      | 14,0      |
| Groen           | 5,9          | 7,2          | 7,3         | 9,1         | 7,1       | 9,9       | 4,4     | 6,0     | 7,7               | 9,3               | 6,7                | 8,6                | 13,5    | 20,5    | 6,8       | 8,7       |
| Vlaams Belang   | 11,9         | 5,1          | 15,4        | 6,4         | 19,2      | 7,1       | 15,2    | 5,9     | 12,6              | 4,4               | 15,3               | 5,9                | 17,7    | 5,7     | 15,3      | 5,9       |
| PVDA            | 0,7          | 1,6          | 1,1         | 2,3         | 1,3       | 3,9       | 1,1     | 2,6     | 0,9               | 1,8               | 1,0                | 2,6                | 1,4     | –       | 1,0       | 2,5       |
| UF              | –            | –            | –           | –           | –         | –         | –       | –       | 7,0               | 5,01              | 1,2                | 0,8                | –       | –       | 1,2       | 0,8       |
| Piratenpartij   | –            | 0,7          | –           | 0,7         | –         | 0,7       | –       | –       | –                 | 0,8               | –                  | 0,6                | –       | –       | –         | 0,6       |
| LDD             | 13,2         | –            | 7,8         | –           | 5,1       | –         | 5,8     | –       | 6,5               | –                 | 7,7                | –                  | 4,1     | –       | 7,6       | –         |
| Sonstige        | 2,3          | 1,0          | 2,4         | 0,9         | 1,8       | 1,0       | 1,0     | 0,8     | 1,9               | 0,6               | 2,0                | 0,9                | 2,3     | 0,9     | 2,0       | 0,9       |

|               | Westflandern | Westflandern | Ostflandern | Ostflandern | Antwerpen | Antwerpen | Limburg | Limburg | Flämisch- Brabant | Flämisch- Brabant | Flandern insgesamt | Flandern insgesamt | Brüssel | Brüssel | Insgesamt | Insgesamt |
| 2009          | 2014         | 2009         | 2014        | 2009        | 2014      | 2009      | 2014    | 2009    | 2014              | 2009              | 2014               | 2009               | 2014    | 2009    | 2014      |           |
| ------------- | ------------ | ------------ | ----------- | ----------- | --------- | --------- | ------- | ------- | ----------------- | ----------------- | ------------------ | ------------------ | ------- | ------- | --------- | --------- |
| N-VA          | 2            | 7            | 3           | 9           | 6         | 14        | 2       | 5       | 3                 | 7                 | 16                 | 42                 | 0       | 1       | 16        | 43        |
| CD&V          | 7            | 6            | 6           | 5           | 8         | 7         | 5       | 4       | 4                 | 4                 | 30                 | 26                 | 1       | 1       | 31        | 27        |
| Open Vld      | 3            | 3            | 6           | 5           | 4         | 3         | 2       | 2       | 4                 | 4                 | 19                 | 17                 | 2       | 2       | 21        | 19        |
| sp.a          | 3            | 4            | 4           | 4           | 5         | 4         | 3       | 3       | 3                 | 2                 | 18                 | 17                 | 1       | 1       | 19        | 18        |
| Groen         | 1            | 1            | 2           | 2           | 2         | 3         | 0       | 1       | 1                 | 2                 | 6                  | 9                  | 1       | 1       | 7         | 10        |
| Vlaams Belang | 3            | 1            | 4           | 2           | 7         | 2         | 3       | 1       | 3                 | 0                 | 6                  | 20                 | 1       | 0       | 21        | 6         |
| LDD           | 3            | –            | 2           | –           | 1         | –         | 1       | –       | 1                 | –                 | 8                  | –                  | 0       | –       | 8         | –         |
| UF            | –            | –            | –           | –           | –         | –         | –       | –       | 1                 | 1                 | 1                  | 1                  | –       | –       | 1         | 1         |
| Insgesamt     | 22           | 22           | 27          | 27          | 33        | 33        | 16      | 16      | 20                | 20                | 118                | 118                | 6       | 6       | 124       | 124       |

|                 | West- flandern | Ost- flandern | Antwerpen | Limburg | Flämisch- Brabant | Flandern insgesamt | Brüssel | Insgesamt |
| --------------- | -------------- | ------------- | --------- | ------- | ----------------- | ------------------ | ------- | --------- |
| Wahlberechtigte | 924.964        | 1.119.636     | 1.302.239 | 628.706 | 803.599           | 4.779.144          |         |           |
| Wähler          | 846.034        | 1.030.134     | 1.176.825 | 583.942 | 729.531           | 4.366.466          | 55.570  | 4.422.036 |
| Gültige Stimmen | 799.733        | 980.797       | 1.127.360 | 549.105 | 693.548           | 4.150.543          | 51.892  | 4.202.435 |
|                 |                |               |           |         |                   |                    |         |           |
| N-VA            | 238.148        | 300.638       | 411.001   | 176.512 | 204.139           | 1.330.438          | 9.505   | 1.339.943 |
| CD&V            | 202.622        | 179.572       | 225.891   | 127.656 | 118.669           | 854.410            | 6.275   | 860.685   |
| Open Vld        | 104.442        | 169.726       | 108.209   | 66.269  | 133.362           | 582.008            | 12.456  | 594.464   |
| sp.a            | 130.119        | 139.640       | 128.760   | 94.721  | 85.105            | 578.345            | 9.556   | 587.901   |
| Groen           | 57.361         | 88.977        | 111.234   | 32.713  | 64.836            | 355.121            | 10.658  | 365.779   |
| Vlaams Belang   | 40.488         | 62.881        | 79.588    | 32.392  | 30.531            | 245.880            | 2.960   | 248.840   |
| PVDA            | 12.922         | 23.029        | 43.694    | 14.257  | 12.212            | 106.114            | –       | 106.114   |
| UF              | –              | –             | –         | –       | 34.741            | 34.741             | –       | 34.741    |
| Piratenpartij   | 5.758          | 7.142         | 7.514     | –       | 5.572             | 25.986             | –       | 25.986    |
| Sonstige        | 7.873          | 9.192         | 11.469    | 4.585   | 4.381             | 37.500             | 482     | 37.982    |

## Regierungsbildung
Es wurde eine Koalitionsregierung aus N-VA, CD&V Open Vld gebildet, die über die gesamte Wahlperiode im Amt blieb. Neuer Ministerpräsident wurde am 25. Juni 2014 Geert Bourgeois (N-VA).